# Katharina
Katharina (Ausspracheⓘ) ist ein weiblicher Vorname. Es handelt sich um die latinisierte Form des griechischen Namens Αἰκατερίνα Aikaterina oder Αἰκατερίνη Aikaterinē.

## Herkunft und Bedeutung
Die Herkunft des Namens ist umstritten.
- von ἑκάτερος hekáteros „jeder der beiden, jeder einzeln“ oder dem verwandten ἑκάς hekás „weit entfernt“,[2][3]
- vom Namen der Göttin Hekate[3] der seinerseits vielleicht von ἑκάς „weit entfernt“ abzuleiten ist,[4][2]
- von ἑκατόν hekaton „Hundert“,[2]
- von αἰκία aikía „Frevel, Folter“,[2][3]
- von einem koptischen Namen der Bedeutung „meine Weihe deines Namens“.[3]

In der Zeit des frühen Christentums wurde der Name mit dem griechischen καθαρός katharós mit der Bedeutung „rein, pur“ in Verbindung gesetzt und auch die Schreibweise des Lateinischen von Caterina zu Catharina geändert.

## Verbreitung
Eine weite Verbreitung fand der Name durch die hl. Katharina von Alexandrien im 3./4. Jahrhundert. Durch die Kreuzritter wurde der Name nach Westeuropa gebracht. Seit dem Mittelalter ist der Name Katharina in Deutschland weit verbreitet. Er gehört zu den wenigen Vornamen, die seit 1890 ununterbrochen zu den 140 beliebtesten Namen in Deutschland gehörten. Ende des 19. Jahrhunderts war der Name mäßig beliebt, seine Häufigkeit nahm dann bis Anfang der 1940er Jahre kontinuierlich ab. Ab da ist ein zunächst mäßiger, ab Mitte der 1970er Jahre starker Anstieg seiner Verbreitung zu verzeichnen. Ende der 1980er Jahre war der Name einige Male sogar der häufigst vergebene weibliche Vorname in Deutschland.
In der Schweiz kommt der Name seit 1930 jedes Jahr in der Namensgebung vor. Von 1930 bis 1990 gehörte er fast immer zu den Top-100, zwischen 1939 und 1960 sogar zu den Top-20. Seit Anfang der 1990er Jahre hat seine Beliebtheit stark nachgelassen. Von 1930 bis 2023 wurde der Name rund 18.300 Mal vergeben. Der Name kommt in Österreich seit 1984 regelmäßig in der Namensgebung vor. Von 1986 bis 2009 lag er dauerhaft in den Top-10. Seitdem hat seine Beliebtheit nachgelassen. Im Jahr 2023 belegte er Rang 31. Von 1984 bis 2023 wurde der Name circa 26.500 Mal vergeben.
Der Name wird in Frankreich seit Mitte der 1960er Jahre fast jährlich bei der Namenswahl berücksichtigt. Er gilt aber als nur mäßig beliebt und wurde in den letzten 10 Jahren rund 70 Mal gewählt. In Belgien befand sich der Name von 1995 bis Mitte der 2010er Jahre fast jedes Jahr in den Vornamenscharts, er wurde aber in einem geringen Volumen gewählt. Der Name befindet sich in den Niederlanden seit 1930 jährlich in den Hitlisten, wobei er nur mäßig populär ist.
In den nordischen Ländern Dänemark, Norwegen und Schweden wird der Name regelmäßig vergeben, er gilt als mäßig beliebt.
In England tauchte der Name von 1996 bis 2011 fast jährlich in den Hitlisten auf, er gilt aber als nur mäßig beliebt. Der Name befand sich in Irland von 1964 bis 2023 alljährlich in den Vornamenscharts. Seine Vergabe ist auch in Liechtenstein, Polen, Schottland und Nordirland nachgewiesen.
Der Name befand sich in den USA in den 1880er Jahren zeitweise in den Top-1000 der Hitlisten. Ansonsten wird der Name seit Ende der 1940er Jahre jedes Jahr vergeben, jedoch in einem geringen Umfang. In Kanada kommt der Name seit 1980 regelmäßig in der Namensgebung vor, er wird aber nicht sehr häufig vergeben.

## Varianten
- bulgarisch: Ekaterina, Katerina
  - Kurzformen: Katia, Katya
- dänisch: Katharina, Cathrine, Katarina, Kathrine, Katrine
  - Kurzformen: Caja, Carina, Ina, Kaja, Karen, Karin, Karina, Katja, Trine
- deutsch: Katharina, Katherina, Katarina, Katarine, Katharine, Katrina,
  - friesisch: Nienke, Nine, Nynke
  - Kurzformen: Katrin, Carina, Cathrin, Catrin, Ina, Karen, Karin, Karina, Käthe, Kathrin, Kathinka, Katja, Kathi, Katha, Katta, Katti, Kati, Katl
- englisch: Catherine, Catharine, Catherina, Catherin, Katherine, Katharine, Katherina, Katharyn, Katheryn, Kathleen, Kathlyn, Cathleen, Katrina, Caitlin, Kaitlynn, Katelin, Katelyn, Katelynn, Caetlin, Caitlyn, Katlyn, Kaitlyn, Cathryn, Kathryn, Katheryne, Katriona,
  - Kurzformen: Kayleigh, Kaleigh, Kaley, Kalie, Caelie, Caileigh, Caleigh, Cayley, Kaelea, Kaelee, Kailee, Kailey, Kaylee, Kayley, Kaylie, Kayly, Keighley, Cailin, Cailyn, Kaelyn, Kailyn, Kaitlin, Kalyn, Kayleen, Kaylin, Kaylyn, Kaylynn, Karen, Caren, Caryn, Karin, Karyn, Karyne, Kayla, Kaila, Keila, Karena, Karina, Kerena, Kayleah, Cat, Kat, Kate, Cate, Cathy, Kathi, Kathie, Kathy, Katie, Katy, Kae, Kay,     Kaye, Kaety, Katee, Katey, Kit, Kitty, Trina
  - irisch: Caitlín, Caitlin, Caitríona, Cathleen, Catriona, Kathleen, Cáit, Caitria, Catrina, Ríona
  - schottisch: Caitrìona, Catriona, Catrina
  - walisisch: Catrin, Cadi
- estnisch: Kadri, Katariina, Katrin, Kaia, Kaisa, Kaja, Kati, Riina, Triinu
- finnisch: Katariina, Katriina, Iina, Kaarina, Kaija, Kaisa, Karin, Kata, Kati, Katja, Katri, Riina
- französisch: Catherine, Carine, Karine
  - bretonisch: Katarin, Katell
  - korsisch: Catalina
- georgisch: Ekaterine, Eka, Ketewan
- griechisch: Αικατερίνη (Aikaterini, Ekaterini), Κατερίνα (Katerina), Κατίνα (Katina)
  - Kurzform: Καίτη (Keti, Kaiti)
- hawaiianisch: Kakalina, Kalena
- isländisch: Katrín, Karen
- italienisch: Caterina, Catia, Katia, Katiuscia, Rina
  - sardisch: Caderina
- kroatisch: Katarina, Kata, Kate, Katica, Tina
- lettisch: Katrīna, Ina, Karīna
- litauisch: Kotryna, Katrė
- mazedonisch: Ekaterina, Katerina, Katina
- niederländisch: Catharina, Katelijn, Katelijne, Katrien, Katrijn, Katrina
  - limburgisch: Ina
  - Kurzformen: Katja, Rina, Rini, Riny, Tina, Tineke, Trijntje, Cato, Ina, Karin, Katinka
- norwegisch: Cathrine, Katarina, Kathrine, Katrine, Katharina
  - Kurzformen: Carina, Ina, Kaia, Kaja, Karen, Kari, Karin, Karina, Karine, Katja, Cathinka
- polnisch: Katarzyna, Kasia
- portugiesisch: Catarina, Cátia
  - galicisch: Catarina
- rumänisch: Cătălina, Ecaterina
- russisch: Ekaterina, Jekaterina, Yekaterina
  - Kurzformen: Karina, Katenka, Katerina, Katia, Katya, Katyusha
- serbisch: Katarina
- slowakisch: Katarína, Katka
- slowenisch: Katarina, Ina, Inja, Kaja, Katica, Katja
- spanisch: Catalina, Lina
  - baskisch: Katalin, Kattalin
  - katalanisch: Caterina, Catalina (Balearen)
- schwedisch: Cathrine, Catrine, Katarina, Katrina, Catharina, Katharina
  - Kurzformen: Katrin, Cajsa, Carin, Carina, Ina, Kai, Kaj, Kaja, Kajsa, Karin, Karina, Katja
- tschechisch: Kateřina, Katka
- ukrainisch: Kateryna, Katia, Katya
- ungarisch: Katalin, Kata, Katalinka, Kati, Katica, Katinka, Kató, Kitti
- belarussisch: Kazjaryna

Die männliche Entsprechung (lat. Catharinus) erscheint nur in der Verbindung mit einem eindeutig männlichen ersten Vornamen (etwa Barthélemy-Catherine).

## Namenstag
Traditioneller Namenstag für Frauen mit dem Vornamen Katharina ist der 25. November, der Gedenktag der hl. Katharina von Alexandrien. Als weitere Namenstage kommen in Frage:
- 24. März hl. Katharina von Schweden
- 17. April, hl. Kateri Tekakwitha
- 29. April hl. Katharina von Siena[1]
- 15. September hl. Katharina von Genua
- 31. Dezember hl. Catherine Labouré

Zu weiteren Gedenktagen siehe heilige Katharina.

## Namensträgerinnen

### Katharina
- Katharina I. (1684–1727), Ehefrau Zar Peters des Großen
- Katharina II. (1729–1796), russische Zarin
- Katharina von Aragon (1485–1536), Königin von England, Frau Heinrichs VIII.
- Katharina von Kastilien (1507–1578), Infantin von Kastilien und Königin von Portugal
- Katharina Michaela von Spanien (1567–1597), Infantin von Spanien und Herzogin von Savoyen
- Katharina von Savoyen († 1336), Gräfin von Savoyen
- Katharina von Savoyen († 1388), Erbin der Freiherrschaft Waadt

- Katharina Beddies (* 1994), deutsche Handballspielerin
- Katharina Bluhm (* 1961), deutsche Soziologin
- Katharina Böhm (* 1964), österreichische Schauspielerin
- Katharina Boll-Dornberger, auch Käte Dornberger-Schiff (1909–1981), österreichisch-deutsche Physikerin
- Katharina von Bora (1499–1552), deutsche Adlige, Ehefrau von Martin Luther
- Katharina Deppert (1941–2024), deutsche Richterin
- Katharina Diez (1809–1882), deutsche Schriftstellerin
- Katharina Duwe (* 1952), deutsche bildende Künstlerin
- Katharina Farnleitner (* 1995), österreichische Schauspielerin
- Katharina Fegebank (* 1977), deutsche Politikerin (GAL)
- Katharina Fink (* 2002), italienische Badmintonspielerin
- Katharina Focke, geb. Friedlaender (1922–2016), deutsche Politikerin (SPD)
- Katharina Franck (* 1963), deutsche Sängerin und Musikerin
- Katharina Freitag (* 1987), deutsche Fußballspielerin
- Katharina Fritsch (* 1956), deutsche Bildende Künstlerin
- Katharina Gallhuber (* 1997), österreichische Skirennläuferin
- Katharina Hacker (* 1967), deutsche Schriftstellerin
- Katharina Hagena (* 1967), deutsche Autorin
- Katharina Hammerschmidt (1943–1975), deutsches Mitglied der Rote Armee Fraktion
- Katharina Heinroth (1897–1989), deutsche Zoologin
- Katharina Heise (1891–1964), deutsche Bildhauerin und Malerin
- Katharina Held (* 1977), deutsche Drehbuchautorin
- Katharina Held (* 1995), deutsche Sängerin (Sopran)
- Katharina John (* 1970), deutsche Dramaturgin
- Katharina Kest (1757–1829), Gemahlin des Fürsten von Nassau-Saarbrücken, Reichsgräfin und Herzogin
- Katharina Kühn (* 1980), deutsche Basketballspielerin
- Katharina Landgraf, geb. Mühlbach (* 1954), deutsche Politikerin (CDU)
- Katharina Lindner (1979–2019), deutsche Fußballspielerin
- Katharina Lins (1788–1836), österreichische Ordensgründerin und Generaloberin
- Katharina Lang (1774–1803), deutsche Opernsängerin, Pianistin, Komponistin und Schauspielerin
- Katharina Matz (1930–2021), deutsche Schauspielerin
- Katharina Mommsen, geb. Zimmer (* 1925), deutsch-US-amerikanische Literaturwissenschaftlerin
- Katharina Müller-Elmau (* 1965), deutsche Schauspielerin und Musikerin
- Katharina Münchberg (* 1969), deutsche Literaturwissenschaftlerin, Hochschullehrerin
- Katharina Pfeffer (* 1951), österreichische Politikerin (SPÖ)
- Katharina Reiß (1923–2018), deutsche Übersetzerin
- Katharina Rutschky (1941–2010), deutsche Publizistin
- Katharina Schüttler (* 1979), deutsche Schauspielerin
- Katharina Schulze (* 1985), deutsche Politikerin (Bündnis 90/Die Grünen)
- Katharina Schwabe (* 1993), deutsche Volleyballspielerin
- Katharina Schwarzmaier (* 1985), deutsche Schauspielerin und Synchronsprecherin
- Katharina Spalek (* 1976), deutsche Neurolinguistin
- Katharina Staritz (1903–1953), deutsche Theologin und Pfarrerin
- Katharina Steindl (* 1944), österreichische Politikerin (SPÖ)
- Katharina Thalbach (* 1954), deutsche Schauspielerin und Regisseurin
- Katharina Trost (* 1995), deutsche Leichtathletin
- Katharina Truppe (* 1996), österreichische Skirennläuferin
- Katharina Wackernagel (* 1978), deutsche Schauspielerin
- Katharina Wagner (* 1978), deutsche Opernregisseurin

### Katharine
- Katharine, Duchess of Kent (* 1933), britische Adlige, Ehefrau von Prince Edward, 2. Duke of Kent
- Katharine Lee Bates (1859–1929), US-amerikanische Lehrerin, Dichterin und Autorin (America the Beautiful)
- Katharine Birbalsingh (* 1973), britische Lehrerin, Bloggerin und Publizistin
- Katharine B. Blodgett (1898–1979), US-amerikanische Physikerin
- Katharine Burdekin (1896–1963), britische Schriftstellerin
- Katharine Byron (1903–1976), US-amerikanische Politikerin
- Katharine Carl (1865–1938), US-amerikanische Porträtmalerin und Autorin
- Katharine Coman (1857–1915), US-amerikanische Autorin, Lehrerin, Historikerin, Ökonomin und Sozialreformerin
- Katharine Cornell (1893–1974), US-amerikanische Schauspielerin
- Katharine Maria Drexel (1858–1955), US-amerikanische Ordensschwester, als Heilige verehrt
- Katharine Elliot, Baroness Elliot of Harwood (1903–1994), britische Politikerin
- Katharine Eustace (* 1975), neuseeländische Skeletonsportlerin
- Katharine Gibbs, geb. Katharine Ryan (1863–1934), Gründerin und Direktorin der Gibbs-Schulen
- Katharine Graham, geb. Meyer (1917–2001), US-amerikanische Verlegerin, Herausgeberin und Autorin
- Katharine Gun, geb. Teresa Harwood (* 1974), Übersetzerin des britischen GCHQ
- Katharine Hamnett (* 1947), britische Modedesignerin
- Katharine Hepburn (1907–2003), US-amerikanische Schauspielerin
- Katharine Houghton, geb. Katharine Houghton Grant (* 1945), US-amerikanische Schauspielerin
- Katharine Isabelle, geb. Murray (* 1981), kanadische Schauspielerin
- Katharine Jefferts Schori (* 1954), US-amerikanische Bischöfin
- Katharine Keats-Rohan (* 1957), britische Historikerin
- Katharine Kerr (* 1944), US-amerikanische Autorin von Science-Fiction- und Fantasy-Romanen
- Katharine Luomala (1907–1992), US-amerikanische Ethnologin, Ethnobotanikerin und Mythographin
- Katharine McCormick (1875–1967), US-amerikanische Frauenrechtlerin
- Katharine McPhee (* 1984), US-amerikanische Popsängerin und Schauspielerin
- Katharine Mehrling (* 1974/75), deutsche Schauspielerin, Musicaldarstellerin, Sängerin und Songschreiberin
- Katharine Merry (* 1974), britische Leichtathletin und Olympiadritte
- Katharine von Masowien (* zwischen 1413 und 1416; † um 1480), polnische Prinzessin und litauische Fürstin
- Katharine Ogden (* 1997), US-amerikanische Skilangläuferin
- Katharine O’Shea, geb. Katharine Wood (1845–1921), Geliebte und Ehefrau des irischen Nationalistenführers Charles Stewart Parnell
- Katharine Park (* 1950), US-amerikanische Wissenschaftshistorikerin
- Katharine Parker (1886–1971), australische Pianistin und Komponistin
- Katharine Susannah Prichard (1883–1969), australische Schriftstellerin
- Katharine Pyle (1863–1938), US-amerikanische Künstlerin
- Katharine Ross (* 1940), US-amerikanische Schauspielerin und Kinderbuchautorin
- Katharine Russell, Viscountess Amberley, geb. Stanley (1842–1874), britische Suffragette und frühe Unterstützerin der Empfängnisverhütung
- Katharine Sarikakis (* 1970), griechische Kommunikationswissenschaftlerin
- Katherine Schwarzenegger (* 1989), US-amerikanische Autorin und Bloggerin
- Katharine St. George (1894–1983), US-amerikanische Politikerin
- Katharine Towne (* 1978), US-amerikanische Schauspielerin
- Katharine Tynan (1861–1931), irische Schriftstellerin
- Katharine Viner (* 1971), britische Journalistin und erste Chefredakteurin des Guardian
- Katharine Lane Weems, geb. Katharine Ward Lane (1899–1989), US-amerikanische Bildhauerin
- Katharine Weißgerber (1818–1886), humanitäre Helferin während des deutsch-französischen Krieges (1870/71)
- Katharine Whitehorn (1928–2021), britische Journalistin und Schriftstellerin
- Katharine Woolley, geb. Katharine Menke (1888–1945), britische Zeichnerin

### Katherina
- Katherina von Baden (1449 – vor 8. Mai 1484), badische Titular-Markgräfin
- Katherina Hane († 1444), deutsche Frau, die aufgrund des Vorwurfs der Schadenszauberei hingerichtet wurde
- Katherina Holzheuer (* 1941), deutsche Bibliothekarin
- Katherina Lange (* 1963), deutsche Schauspielerin
- Katherina Matousek (* 1964), kanadische Eiskunstläuferin
- Katherina Kubenk (* 1970), kanadische Freestyle-Skierin
- Katherina Reiche (* 1973), deutsche Lobbyistin und ehemalige Politikerin (CDU)
- Katherina Unger (* 1997), deutsche Schauspielerin

### Katherine
- Katherine of York oder Katherine Plantagenet (1479–1527), englische Prinzessin aus dem Hause York und Angehörige des königlichen Hauses Plantagenet

- Katherine Allfrey (1910–2001), deutsch-britische Kinder- und Jugendbuchautorin
- Katherine Alice Applegate (* 1956), US-amerikanische Science-Fiction-Autorin
- Katherine Bailess (* 1980), US-amerikanische Schauspielerin, Sängerin und Tänzerin
- Katherine Bates (* 1982), australische Radrennfahrerin
- Katherine Bell (* 1988), US-amerikanische Wasserspringerin
- Katherine Brand, geb. Katherine Jungbauer (* 1987), deutsche Schauspielerin
- Katherine Calder (* 1980), australische und neuseeländische Skilangläuferin
- Katherine Cassavetes, geb. Katherine Demetre (1906–1983), US-amerikanische Schauspielerin
- Katherine Champernowne (vor 1503–1565), Gouvernante und erste Hofdame am Hofe von Königin Elisabeth I.
- Katherine Garrison Chapin, auch: Katherine Biddle (1890–1977), US-amerikanische Schriftstellerin
- Katherine Clark (* 1963), US-amerikanische Politikerin
- Katherine Copeland, MBE (* 1990), britische Ruderin und Olympiasiegerin 2012
- Katherine De Hetre (1946–2007), US-amerikanische Schauspielerin
- Katherine DeMille, geb. Katherine Paula Lester (1911–1995), US-amerikanische Schauspielerin
- Katherine Sophie Dreier (1877–1952), US-amerikanische Malerin, Kunstmäzenin und Kunstsammlerin
- Katherine Duncan-Jones (1941–2022), britische Literaturwissenschaftlerin und Shakespeare-Gelehrte
- Katherine Dunham (1909–2006), US-amerikanische Tänzerin, Anthropologin, Choreographin, Bürgerrechtsaktivistin und Autorin
- Katherine Dunn (1945–2016), US-amerikanische Schriftstellerin und Journalistin
- Katherine Endacott (* 1980), britische Sprinterin
- Katherine V. Forrest (* 1939), kanadische Schriftstellerin
- Katherine Freese (* 1957), deutsch-US-amerikanische Astrophysikerin
- Katherine Fugate (* 1965), US-amerikanische Drehbuchautorin und Filmproduzentin
- Katherine Gilbert (1886–1952), US-amerikanische Philosophin
- Katherine Grainger, DBE (* 1975), britische Ruderin
- Katherine Handy (1902–1982), US-amerikanische Blues- und Jazz-Sängerin und Pianistin
- Katherine Hannigan (* 1962), US-amerikanische Kinder- und Jugendbuch-Autorin und Hochschullehrerin
- Katherine Harris (* 1957), US-amerikanische Politikerin
- Katherine Heigl (* 1978), US-amerikanische Schauspielerin und Filmproduzentin
- Katherine Helmond (1929–2019), US-amerikanische Schauspielerin
- Katherine Jackson, geb. Kattie B. Screws, später Scruse (* 1930), Exfrau von Joseph Jackson und die Mutter der Jacksons
- Katherine Jenkins, OBE (* 1980), walisische Mezzosopranistin
- Katherine Johnson (1918–2020), US-amerikanische Mathematikerin
- Katherine Jones, Viscountess Ranelagh (1615–1691), anglo-irische Alchemistin und Mitglied gelehrter Kreise in London
- Katherine Kath, geb. Rose Marie Nelly Faess (1920–2012), französische Theater- und Filmschauspielerin
- Katherine Kelly (* 1979), britische Schauspielerin
- Katherine Kleikamp, geb. Katherine Kirchner (1897–1988), deutsche Politikerin (SPD)
- Katherine Knight (* 1955), australische Mörderin
- Katherine Kurtz (* 1944), US-amerikanische Schriftstellerin, Naturwissenschaftlerin und Historikerin
- Katherine LaNasa (* 1966), US-amerikanische Schauspielerin
- Katherine Kelly Lang, geb. Katherine Kelly Wegeman (* 1961), US-amerikanische Schauspielerin
- Katherine Langford (* 1996), australische Schauspielerin
- Katherine G. Langley (1888–1948), US-amerikanische Politikerin
- Katherine Legge (* 1980), britische Automobilrennfahrerin
- Katherine Lim (* 1993), philippinische Fußballspielerin
- Katherine Lowther, Viscountess Lonsdale, geb. Katherine Thynne (1653–1713), englische Adlige
- Katherine MacGregor (1925–2018), US-amerikanische Schauspielerin
- Katherine MacLean (1925–2019), US-amerikanische Science-Fiction-Autorin
- Katherine Maher (* 1983), US-amerikanische Managerin, 2016–2021 Geschäftsführerin der Wikimedia Foundation
- Katherine Mansfield, geb. Kathleen Mansfield Beauchamp (1888–1923), neuseeländisch-britische Schriftstellerin
- Katherine Mayo (1867–1940), US-amerikanische Schriftstellerin und Journalistin
- Katherine Megan McArthur (* 1971), US-amerikanische Astronautin
- Katherine McNamara (* 1995), US-amerikanische Schauspielerin und Sängerin
- Katherine Moennig (* 1977), US-amerikanische Schauspielerin
- Katherine Moffat (* 1958), Schauspielerin und Synchronsprecherin
- Katherine Neville (um 1397 – nach 1483), englische Adlige, Duchess of Norfolk und Baroness Beaumont
- Katherine Oppenheimer (1910–1972), deutsch-US-amerikanische Biologin, Botanikerin
- Katherine D. Ortega (* 1934), US-amerikanische Bankerin und Regierungsbeamtin
- Katherine Van Winkle Palmer, geb. Katherine Hilton Van Winkle (1895–1982), US-amerikanische Paläontologin, Konchologin und Geologin
- Katherine Pancol (* 1954), französische Autorin
- Katherine Parkinson (* 1977), britische Schauspielerin
- Katherine Paterson (* 1932), US-amerikanische Schriftstellerin
- Katherine Anne Porter, geb. Callie Russell Porter (1890–1980), US-amerikanische Journalistin und Schriftstellerin
- Katherine Reutter (* 1988), US-amerikanische Shorttrackerin
- Katherine Reynolds (* 1987), US-amerikanische Fußballspielerin
- Katherine Richardson (* 1954), dänische Meereskundlerin
- Katherine Routledge, geb. Katherine Pease (1866–1935), britische Historikerin und Ethnologin
- Katherine Ryan (* 1983), kanadische Komikerin, Autorin, Moderatorin und Schauspielerin
- Katherine Sarafian (* 1969), US-amerikanische Filmproduzentin
- Katherine Scholes (* 1959), australische Schriftstellerin
- Kathrine Elizabeth Shepard alias Sylvaine (* 1991), norwegische Musikerin
- Katherine Squire (1903–1995), US-amerikanische Theater- und Filmschauspielerin
- Katherine Stewart-Jones (* 1995), kanadische Skilangläuferin
- Katherine Stinson (1891–1977), US-amerikanische Flugpionierin
- Katherine Swee Phek Teh (* ≈1955), Badmintonspielerin aus Malaysia
- Katherine Tingley (1847–1929), US-amerikanische Sozialreformerin, Autorin von esoterischen Werken und Theosophin
- Katherine Waterston (* 1980), US-amerikanische Schauspielerin
- Katherine Webb (* 1977), britische Schriftstellerin
- Katherine Westbury (* 1993), neuseeländische Tennisspielerin
- Katherine R. Whitmore (1897–1982), US-amerikanische Romanistin und Hispanistin
- Katherine Willoughby, 12. Baroness Willoughby de Eresby (1519/20–1580), englische Adelige
- Katherine Winder (* 1992), peruanische Badmintonspielerin
- Katherine Woodville (Katherine Wydeville; ≈1458–1497), englische Adlige
- Katherine Woodville (1938–2013), britische Schauspielerin
- Katherine Young (* 1980), US-amerikanische Improvisationsmusikerin und Komponistin
- Katherine Zappone (* 1953), irische Politikerin

## Fiktive Gestalten
- Katharina von Schwaben (Käthchen von Heilbronn nach ihrer Standeserhöhung – Titelfigur in Heinrich von Kleists großem historischem Ritterschauspiel Das Käthchen von Heilbronn oder die Feuerprobe)
- Katja Kabanowa, Hauptfigur des Dramas Gewitter von Alexander Ostrowski und Titelfigur der Oper Káťa Kabanová von Leoš Janáček nach Ostrowskis Vorlage
- Katharina Blum, siehe Die verlorene Ehre der Katharina Blum, von Heinrich Böll
- Kate (Katherine) Mosley, Hauptfigur im Film Der gebuchte Mann, gespielt von Jennifer Aniston
- Katharina Knie, Hauptfigur in dem gleichnamigen Seiltänzerstück von Carl Zuckmayer
- Katharina Knie (Musical), Hauptfigur in der gleichnamigen Musical-Version des Seiltänzerstücks von Carl Zuckmayer mit der Musik von Mischa Spoliansky
- Catherine Earnshaw, Hauptfigur in Emily Brontës Sturmhöhe (Wuthering Heights)
- La Catrina, eine Skelett-Dame des mexikanischen Künstlers José Guadalupe Posada
- Katharina, Hauptfigur in William Shakespeares Komödie Der Widerspenstigen Zähmung

## Weiteres
- Dickes Käthchen (poln. Gruba Kaśka), Wasserbauwerk in Warschau
- Katharine, Single von 1983 der Formation Steinwolke